# Felix Gundacker
Felix Gundacker (* 1960 in St. Pölten) ist ein österreichischer Genealoge.

## Leben
Gundacker wurde als Sohn des Felix Gundacker und seiner Frau Maria geb. Wimmer geboren und verbrachte die Kindheit in seiner Heimatgemeinde Pöchlarn.
1979 legte er die Matura an der Höheren Technischen Bundeslehranstalt Krems in der Ausbildungsrichtung Tiefbau ab und arbeitete anschließend bis 1985 als Statiker und Bautechniker, womit er die Standesbezeichnung „Ingenieur“ erwarb.
Von 1982 bis 1993 war er im Bereich der EDV tätig und begann 1989 seine Arbeit als Berufsgenealoge. Im Jahre 1992 wurde Gundacker Geschäftsführer des Instituts für Historische Familienforschung (IHFF) und ist seit 2009 Projektleiter von GenTeam.
Die Bedeutung von Gundacker beruht auf seinen zahlreichen Publikationen als Grundlage für Wissenschaft und Forschung und die Einrichtung einer der größten europäischen genealogischen Datenbanken. Er hält laufend Vorträge an österreichischen Volkshochschulen über das Thema „Ahnenforschung“ und veranstaltet Workshops wie etwa zum Thema „Kurrent-Lesen“. International bekannt wurde Gundacker durch seine Forschungen über die österreichischen Wurzeln des ehemaligen Außenministers der USA, John Kerry und die verwandtschaftlichen Beziehungen des früheren niederösterreichischen Landeshauptmannes Erwin Pröll zu Franziska Rhee-Donner, der Ehefrau des ehemaligen ersten südkoreanischen Staatspräsidenten Rhee Syng-man.
Größere Bekanntheit erlangte Felix Gundacker durch die im Frühjahr 2021 vom ORF produzierte und im Hauptabendprogramm ausgestrahlte Reportagereihe „Meine Vorfahren“. Im Rahmen der Fernsehreihe erforschte Gundacker die Herkunft und Wurzeln einer ganzen Reihe von populären österreichischen Prominenten und präsentierte mit ihnen gemeinsam deren Stammbäume dem Fernsehpublikum.
Gundacker lebt in Wien, ist seit 1986 mit seiner Frau Isolde verheiratet und hat zwei Kinder.

## Publikationen (Auswahl)
- Historisches Ortsverzeichnis Galizien und Bukowina. Hrsg.: Inst. für Hist. Familienforschung. Wien 1998, ISBN 3-9500893-4-9.
- Genealogisches Ortsverzeichnis Österreich. Hrsg.: Felix Gundacker. Wien 2002, ISBN 3-902318-89-9.
- Genealogisches Ortsverzeichnis Slowenien. Hrsg.: Felix Gundacker. Wien 2002, ISBN 3-902318-90-2.
- Felix Gundacker, Norbert Wallauch: Ahnenforschung für Einsteiger. Ueberreuter-Verlag, Wien 2006, ISBN 3-8000-7169-X.
- Die Besitzer der Bauparzellen in Niederösterreich : im Franziszeischen Kataster 1817–1824. Hrsg.: Inst. für Hist. Familienforschung. Wien 2008, ISBN 978-3-902318-52-7.
- Felix Gundacker, Daniela Mathuber: Die Besitzer der Bauparzellen in Salzburg im Franziszeischen Kataster 1829. Selbstverlag F. Gundacker, Wien 2013, ISBN 978-3-902318-51-0.
- Aufsatz zu Passauer Bistumsprotokollen[7]
- Kurrent in Kirchenbüchern. Eigenverlag, Wien 2018, ISBN  978-3-902318-21 (defekt).-X.
- Genealogisches Wörterbuch. Eigenverlag, Wien 2018, ISBN 978-3-902318-20-1 (formal falsch).

## Auszeichnungen
- 2009: Goldenes Verdienstzeichen der Republik Österreich
- 2017: Berufstitel Professor[8]
- 2024: Goldenes Verdienstzeichen des Landes Wien[9]
- 2025: Goldenes Ehrenzeichen des Landes Niederösterreich[10]